# Castel San Giovanni (Castel Ritaldi)
Castel San Giovanni è una frazione del comune di Castel Ritaldi, in provincia di Perugia, situata a 4 km dal capoluogo e ad un'altitudine di 225 m s.l.m.
Il paese si trova nella pianura di Spoleto, in fondo alla Valle Umbra, tra i centri di Trevi e Campello.
Secondo i dati del censimento del 2001, gli abitanti sono 259.

## Storia
Il castello fu costruito dal cardinale Egidio Albornoz con il nome di San Giovanni della Botonta, nel 1376, e fu offerto in feudo ai Botontei. Nel 1400 arrivò Foligno, con Ugolino III Trinci, mentre nel 1432 il podestà Albertino da Castel S. Giovanni reggeva anche Pomonte e Collemancio.
Vi fu poi un periodo di contesa tra Trevi e Spoleto: dapprima, nel 1471 la bolla papale di Sisto IV punì Spoleto, affidando il castello a Trevi: solo nel 1502 gli abitanti, allettati da promesse economiche, tornarono alla città dell'Albornoz anche grazie all'aiuto del capitano di ventura Saccoccio. Altre guerre seguirono, fin quando nel 1520 fu definitivamente assegnato a Spoleto da Leone X, dietro pagamento di oltre 3.000 ducati.
Comune autonomo denominato fino al 1863 Castel San Giovanni e quindi Castel San Giovanni di Spoleto, divenne nel 1875 un paese appodiato al comune di Castel Ritaldi, tanto che la denominazione ufficiale fu, fino al 1927, comune di "Castel Ritaldi e San Giovanni".

## Monumenti e luoghi d'interesse
- Il castello, ottimamente conservato, è a pianta quadrata (con mura di circa 150 m) ed è dotato di torri angolari a sezione circolare. Rimangono anche i resti dell'antico ponte levatoio, che conduce alla torre d'ingresso, molto alta e merlata alla guelfa; fino alla seconda guerra mondiale, ancora esisteva un fossato tutt'intorno.
- Chiesa di San Giovanni, del XIV secolo ma con un portale del Cinquecento, che contiene una pala d'altare raffigurante la Natività con i Santi Stefano e Lorenzo, ascritta a Giuseppe Ghezzi e databile all'ottavo decennio del Seicento[2].
- Fosso di Castel San Giovanni.
- Ex chiesa di Santa Lucia, piccola chiesa campestre del XIII secolo in rovina con facciata romanica.A sinistra della porta si può notare pietra di epoca romana. La chiesa in uso fino al 1960, presentava affreschi, oggi rimessa agricola.Sita in loc. omonima.

## Galleria d'immagini

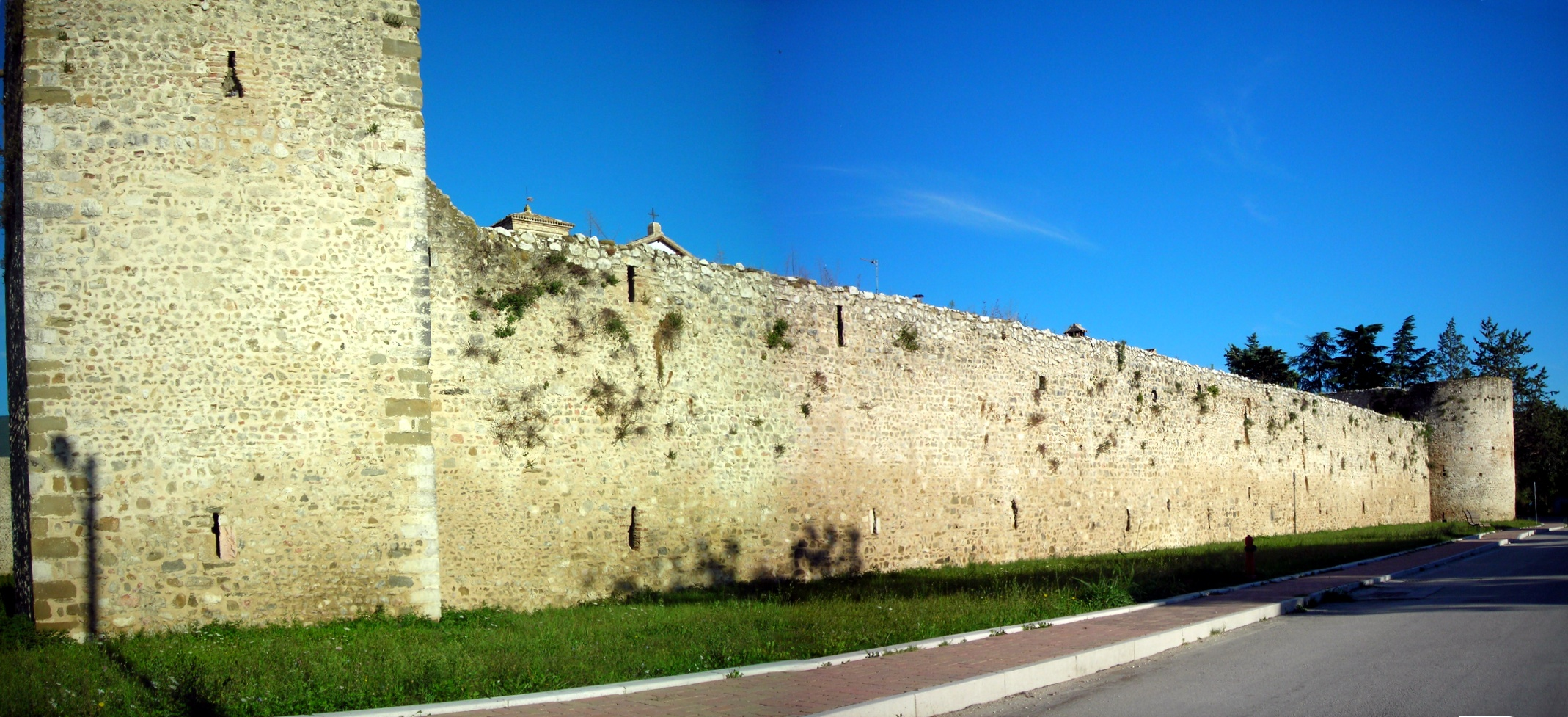
Un tratto di mura
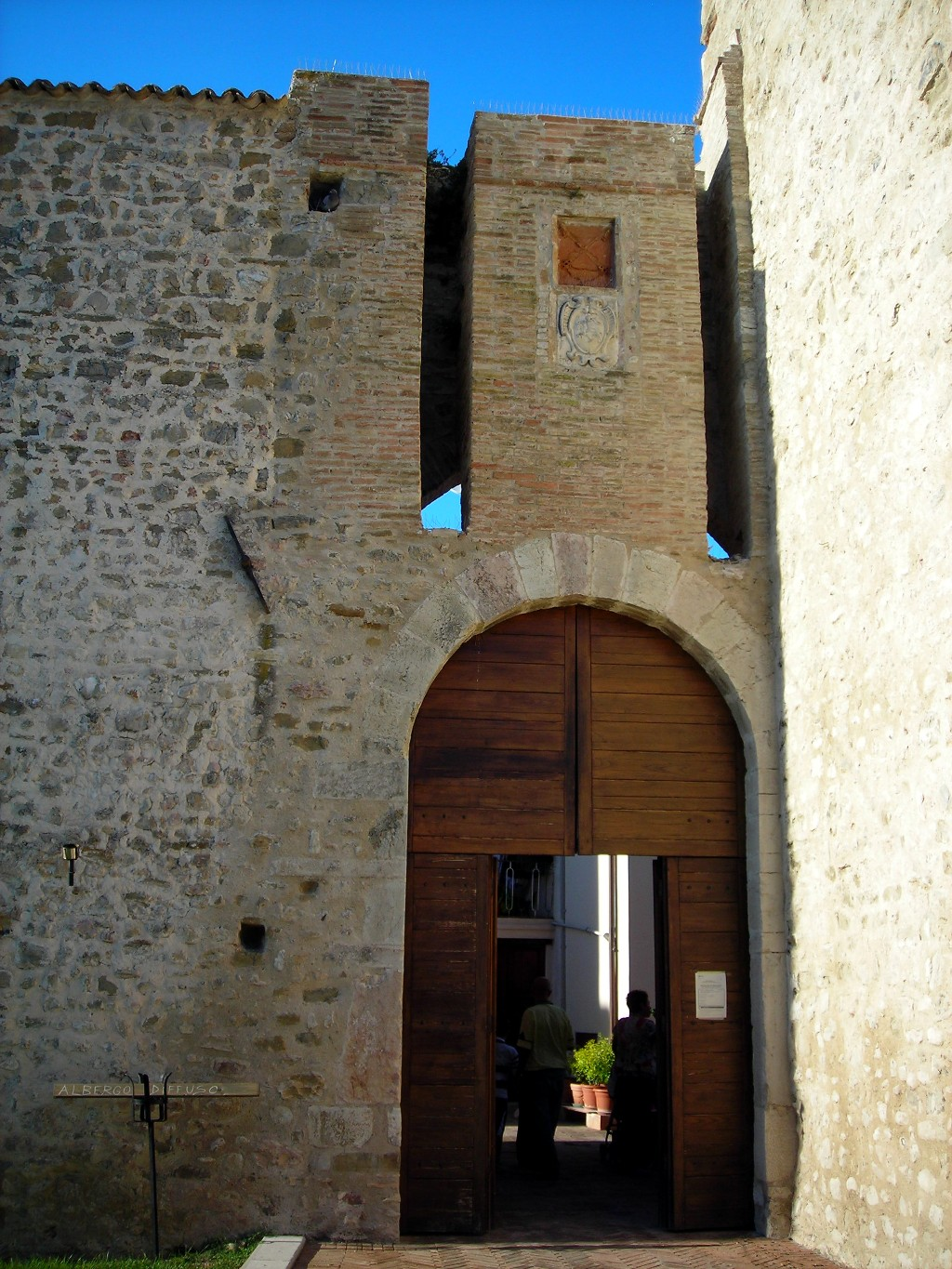
Porta principale
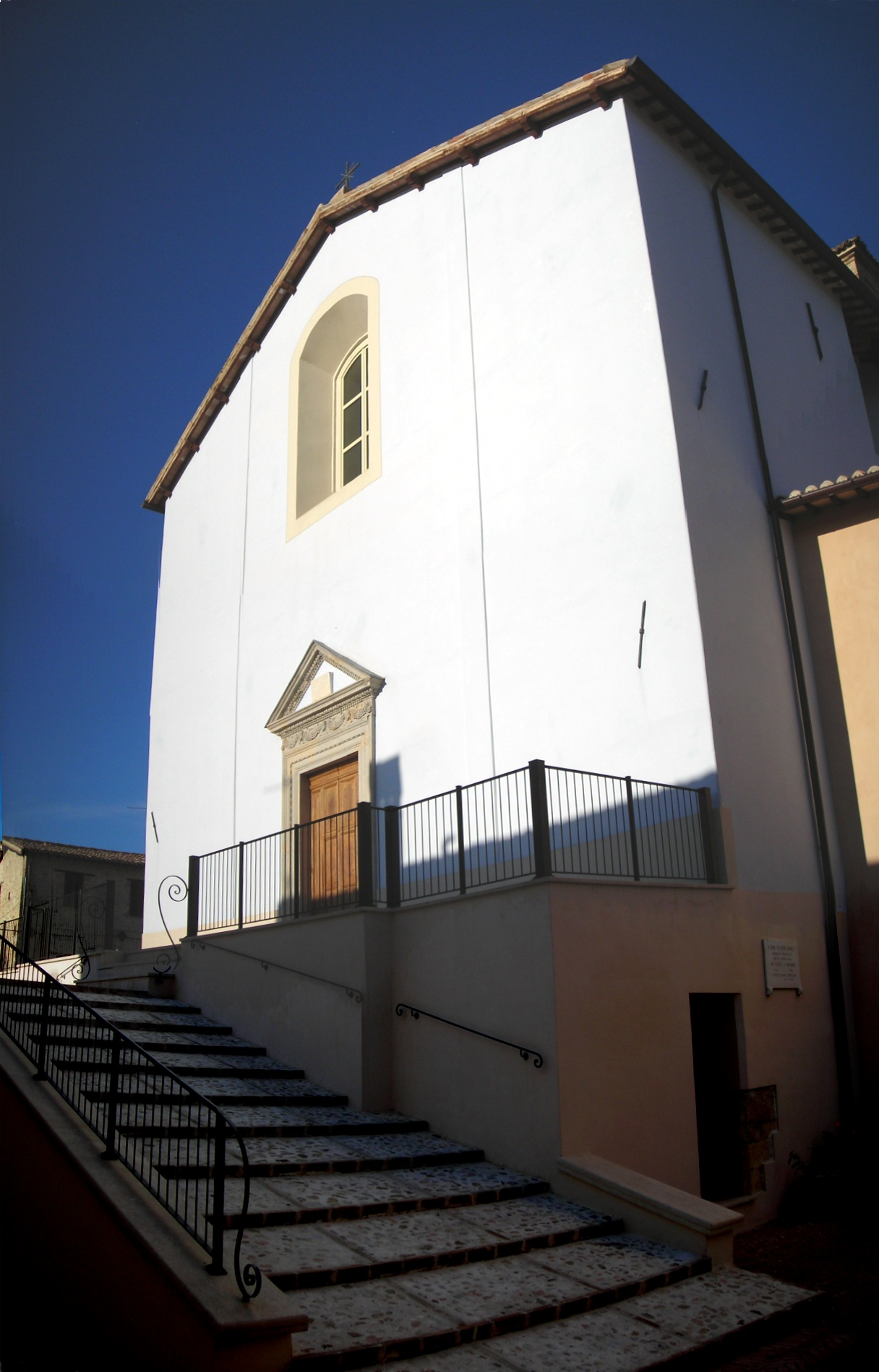
Facciata della chiesa di San Giovanni
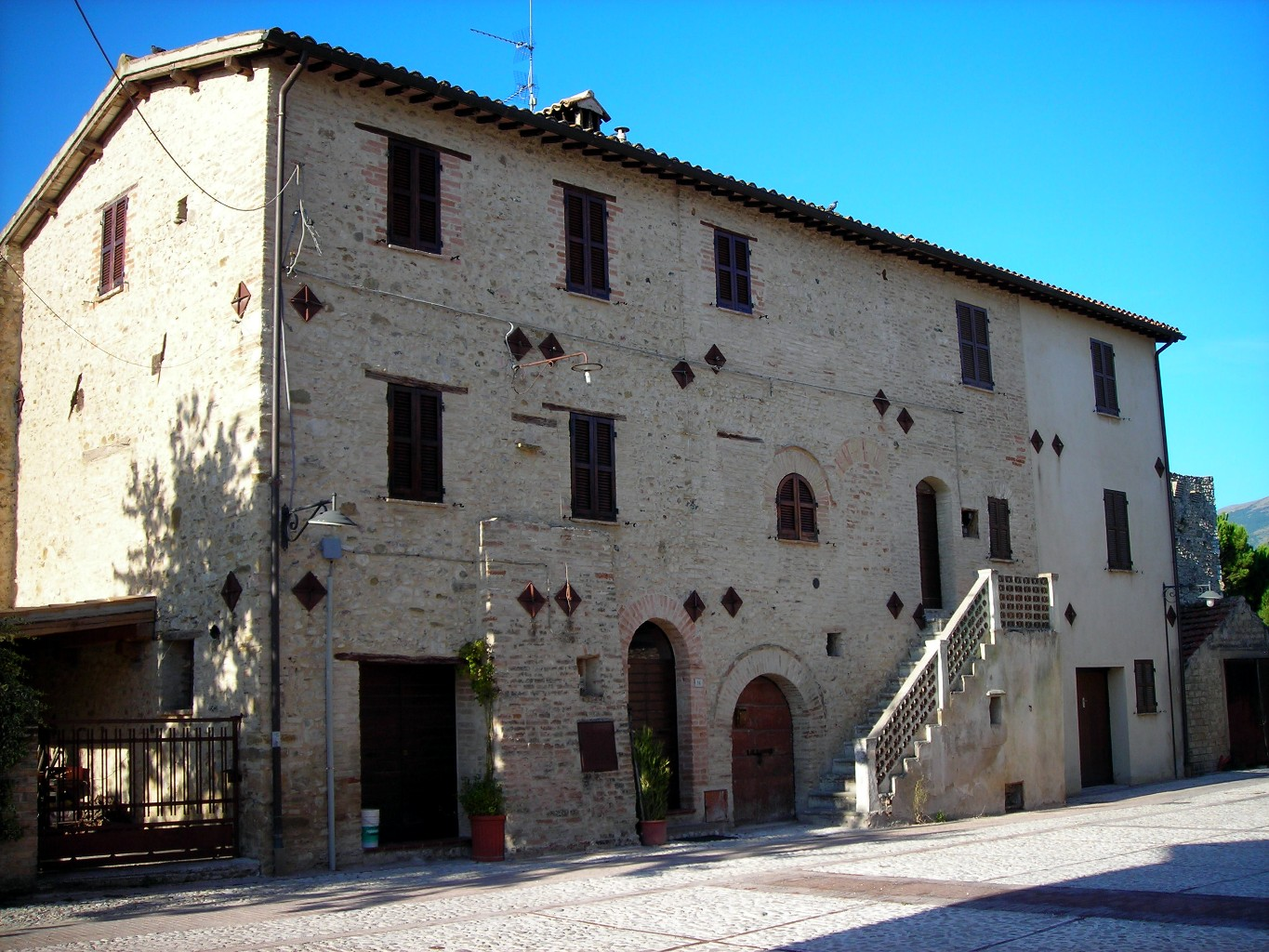
Una casa all'interno delle mura